# Persepolis (képregény)
A Persepolis Marjane Satrapi grafikus memoárja, mely eredetileg négy kötetben jelent meg a L’Association kiadásában 2000 és 2003 között. A mű történetében Satrapi az 1970-es és 1980-as években szülőhazájában, Iránban töltött gyermekéveinek, Európában töltött serdülőéveinek, valamint – miután szülőhazájába visszatért – iráni éveinek eseményeit örökíti meg. Bár a Persepolist kritikusai és elemzői önéletrajzi műként tartják számon, Satrapi többször is kijelentette, hogy műve nem tekinthető teljesen hiteles történelmi dokumentációnak. A történetben valójában csak saját életét használta fel arra, hogy a nyugati világnak bemutasson egy másik képet is Iránról, melyről számos félreértés és tévhit kering.
A Persepolis az európai képregény egyik legjelentősebb önéletrajzi ihletésű alkotása, mely igen gyorsan népszerűvé vált az olvasók, és elismertté a kritikusok és elemzők körében. A művet számos nyelvre lefordították és több nemzeti és nemzetközi díjat is elnyert. A Persepolis, illetve annak bizonyos motívumai több egyetemi tanulmány és publikáció tárgya. A mű egyes oktatási intézmények tantervében, illetve kurzusaiban is szerepel mint olyan alkotás, mely liberális nézőpontból mutatja be a muszlim kulturális hagyományokat, illetve Iránt. A nyugati világban, elsősorban Európában és Észak-Amerikában elért sikereivel szemben Satrapi képregénye, illetve annak 2007-es filmadaptációja igen vitatott a Közel-Keleten, ahol hivatalosan elítélik és Irán-ellenesnek tekintik.
A képregény magyar kiadása két kötetben, Rády Krisztina fordításában és a Nyitott Könyvműhely gondozásában jelent meg 2007 és 2008 folyamán.

## A Persepolis műfaji meghatározása és megszületése
Bár a Persepolis műfaját kritikusai és elemzői legtöbbször grafikus memoárként, vagy életrajzi ihletésű képregényként határozzák meg, Marjane Satrapi nem tekinti önéletrajznak a művét. Véleménye szerint, valaki akkor írja meg az önéletrajzát, ha nem tud, vagy nem mer elmondani bizonyos dolgokat a családjának és a barátainak. Úgy fogalmaz, hogy bár a főszereplő az ő nevét viseli, a képregény nem kifejezetten róla szól, hanem csak saját magát és élettörténetét használta fel arra, hogy másokról írhasson. Szerinte ha nem így tett volna, akkor a Persepolis politikai, szociológiai vagy történelmi kijelentéseket tartalmazna, azonban nem ez állt szándékában a mű létrehozásával. A főszereplő egy olyan személy, aki ugyanazt látta, amit ő látott; ez a képregény pedig nem állásfoglalás, hanem egy művészi alkotás. A Persepolisban nem kizárólag Satrapi története jelenik meg. A műben számos „mesélő” található, így például Márdzsi nagyanyja és bácsikája is.
Satrapi meghatározása szerint a Persepolis ismeretterjesztő mű, és a nyugaton megszokott nézőponttól eltérő módon mutatja be Iránt. Nem akart erkölcsi tanokat közvetíteni jóról és rosszról, csupán személyes szemszögéből, őszintén ábrázolni azt, amit látott és átélt. Saját bevallása szerint ugyan kedves embernek tartja magát, de semmiképpen sem erkölcsi mintaképnek, és nem is akarja magát annak feltüntetni. Ezt a szerepet a műben inkább Márdzsi nagymamája tölti be. A Persepolis megalkotásával nem az volt a célja, hogy válaszokat adjon Iránról, hanem az, hogy az olvasók tegyenek fel kérdéseket azzal kapcsolatban. Miután 1994-ben Franciaországba érkezett, barátainak folyamatosan Iránról mesélt történeteket, azt szemléltetve, hogy az ottani viszonyok egyáltalán nem olyanok, mint amilyennek azokat a nyugati sajtó láttatja.
Satrapi azért francia nyelven, és nem perzsául írta meg a Persepolist, mert nem az irániaknak, hanem a franciáknak készült. Véleménye szerint, ha egy célzott közösségnek szánja írását, akkor az ő nyelvükön kell gondolkodnia is, hogy biztos lehessen abban, hogy műve az általa kívánt hatást éri el.
A Persepolis Marjane Satrapi első képregénye. Elmondása szerint gyermekkorában Iránban nem volt kultúrája ennek a médiumnak, és később felnőttként is, másokhoz hasonlóan, úgy gondolta, hogy a képregény inkább „gyerekeknek, kamaszoknak meg visszamaradott felnőtteknek való”. Satrapi először gyermekkönyvek illusztrátoraként akart elhelyezkedni, de próbálkozásai nem bizonyultak sikeresnek. Művész munkatársai és barátai azonban arra biztatták, hogy kezdjen valamit a történeteivel, egyúttal megismertették a képregények világával is. Véleménye erről a médiumról Art Spiegelman Maus című munkájával való találkozása után változott meg. Azt az ötletét, hogy mondanivalóját képregény formájában közölje, David B., a L’Association nevű független képregénykiadó egyik alapítója is pártfogásába vette. A technikával való ismerkedést Christophe Blain és Emile Bravo segítették.
Már a kezdetektől nem volt kétséges, hogy a mű médiumaként ezt a műfajt választja. Saját bevallása szerint ő maga is képekben és szavakban gondolkodik, ezért a szöveg önmagában a mű megalkotásához nem lett volna elegendő, ugyanis írás közben túl érzelgőssé válik és elveszíti minden humorérzékét. Rajzolás közben azonban képes összpontosítani, jól érzi magát és sodródik az alkotási folyamattal. Szerinte a képek mindenki számára azonnal érthetőek, illetve könnyen értelmezhetőek. Az azokon látható jelenetek kulturális közegtől függetlenül mindenki számára ugyanazt fejezik ki. Ezzel szemben a szöveg, illetve a szavak önmagukban többértelműek is lehetnek, és nem biztos, hogy az író eredeti szándékát tükrözik. Satrapi alkotás közben gyakorlatilag párhuzamosan ír és rajzol. Nagyjából tudja egy jelenet elejét és végét, valamint azt, hogy hozzávetőlegesen mit szeretne látni a közepén, de csak a munkafolyamat közben áll össze a teljes kép.
A történet megírását az írónő fájdalmas folyamatként élte meg. Életének olyan tizenhat évét kellett felidéznie, melyhez több kellemetlen emléke is fűződik. Küldetésnek tekintette, hogy a művön keresztül bemutassa országát, Iránt, melyről számos félreértés és tévhit él a nyugati világban. Ugyanakkor Satrapi szerint a Persepolis nem tekinthető az iráni események hű dokumentációjának, akadémiai munkának, csupán a maga jogán létező történetként kell kezelni. Az a véleménye, hogy egy irodalmi műben igazságot keresni „beteges dolog”. Amellett, hogy próbált a történelmi események tekintetében pontos lenni, olykor, bizonyos események leírásánál „csalnia” is kellett.
Satrapi a történet képi világához azért választotta az újságok fekete-fehér képsoraira emlékeztető egyszerű megjelenést, mivel szerinte ez az ő egyéni stílusa. Mivel a képsorok között sok szöveget használ, a történet pedig összetett, a rajzokban lényegre törőnek kellett lennie. A hátterek és felesleges vonalak elhagyásával leegyszerűsítette a képeket, melyek így a történetet és a narrációt kiegészítik, és nem pusztán illusztrálják azokat. Azt ábrázolják, ami a szövegben nem szerepel, ahogyan a szavakkal is azt írja le, ami a képekből nem olvasható ki. Ugyanakkor képekkel, véleménye szerint, számos olyan dolog is kifejezhető, amely szöveggel nem. A fekete-fehér rajzok perzsa miniatúrákat, falfestményeket és egyéb díszítő elemeket idéznek, különösen azokon a képeken, melyeken embertömegek jelennek meg stilizálva, gyakran szimmetrikus alakzatként. A művet, melyet álomszerű jelenetek is megszakítanak, Satrapi szerint az egyszerű rajzok tartják össze és biztosítják a folytonosságát. Elmondta, hogy a Persepolis megalkotásakor több helyen is korlátokat állított fel önmaga számára. A rajzokban például nem akart háttereket és színeket használni. „Az erőszak manapság valami egészen hétköznapivá, banálissá vált, olyannyira, hogy mindenki azt hiszi, hogy ez a normális. De nem az. Ha lerajzolom a történetet, és kiszínezem a húst és a vért annak vörös színére, és így tovább, levon a történet hitelességéből, mert valóságosabbá teszi azt” – nyilatkozta. A művel pedig nem akart senkit sem megbántani. Emiatt változtatta meg a Persepolis szereplőinek nevét és arcvonásait, hogy azok ne emlékeztessenek az eredeti személyekre, akik esetleg teljesen másképp élhették át azokat a helyzeteket, amiket Satrapi a maga szemszögéből örökített meg. Próbált ügyelni arra is, hogy a Persepolis minden szereplőjét, legyen az ő maga vagy egy mellékszereplő, több oldalról is bemutasson. Megítélése szerint a világ és az emberek túl összetettek ahhoz, hogy bárkiről vagy bármiről egyértelműen ki lehessen jelenteni, hogy az jó vagy rossz.

### Történelmi háttér
Irán több mint két és fél évezredes múltját fényes birodalmak és megsemmisítő csapások alakították. A Perzsa Birodalom első találkozása a görög kultúrkörrel már igen korán, az i. e. 6. században, véres hódító háborúk közepette történt. Az akhaimenida királyok, Nagy Kürosz, a Dareioszok és Xerxész birodalmuk dicsőségét pompás városok építésével ünnepelték, ezek egyike volt a szakrális főváros, Perszepolisz is, amely rövid, 180 éves fennállása alatt az ősi perzsa kultúra szimbólumává vált, ám Nagy Sándor hódításainak végül áldozatul esett.
A kiskirályok és helyi birodalmak hatalmi törekvéseitől szabdalt iráni térség később Bizánc harcait szenvedte meg, majd a 7. században az arab hódítások a lakosságot az iszlám hitre térítették. A török népek rajzása hatalmas birodalmak korát hozta, de a mongol hódítások, majd Timur Lenk serege pusztítással fenyegetett. Az újkor a Szafavidák dinasztiájával köszöntött be, akik sikeresen állták az oszmánok megújuló betörési kísérleteit és az iszlám síita ágát államvallássá tették az országban. Bukásuk után a turkomán uralkodóház, a Kádzsárok léptek trónra, akiknek fennhatósága alatt kiszolgáltatottá vált az ország a nyugati hatalmak kolonizáló törekvéseinek. Az első világháború után Reza Pahlavi, egy kozák hadtestparancsnok ragadta magához a hatalmat, megbuktatta a kádzsár uralkodót, és 1925-ben sahhá koronáztatta magát. Uralkodása alatt a török Atatürkéhez hasonló modernizációba kezdett, ám németbarátsága miatt a második világháború alatt az angol és a szovjet csapatok lerohanták az országot, és a sah fiát, Mohammad Reza Pahlavit ültették a trónra, aki diktatórikus és korrupt uralmával országos elégedetlenséget váltott ki. 1978-ban kitört az iráni forradalom. 1979-ben Ruholláh Homeini ajatollah vezette síita klérus vette át az ország vezetését, meghirdette az iszlám köztársaságot, bevezette az iszlám törvénykezést, és az élet szinte minden területét közvetlen ellenőrzés alá vonta, beleértve a magánszférát is. 1980-ban Irak megtámadta az országot, a véres állóháborúnak százezrek estek áldozatul annak 1988-as befejezéséig.
Irán népeit Perszepolisz sajátosan perzsa, mégis multikulturális városától a 21. századi Irán társadalmi berendezkedésig hosszú és folyamatos identitáskeresés jellemezte. Marjane Satrapi ebben a környezetben töltötte gyermekkorát, melynek tapasztalatai alapvetően meghatározó hatást gyakoroltak felnőtt korára kialakult, érett életszemléletére.

## A mű cselekménye és tematikája
Theresa M. Tensuan esszéjében a Persepolist a Ross Chambers által „loiterature”-nek nevezett műfajba sorolja, mely a digresszió, a megszakítás, a késleltetés és az alkalomszerűség eszközeivel él. Ez arra ösztönzi az olvasót, hogy elidőzzön, emlékezzen, visszalapozva közelebbről is megvizsgáljon egyes, korábban jelentéktelennek tűnő részletet. Satrapi azzal, hogy történetében az összetett politikai, társadalmi, gazdasági és történelmi témákat tárgyaló fejezetekben kisebb, mindennapi eseményekre is összpontosít, megkönnyíti az olvasónak, hogy otthon érezze magát a memoárban, mivel ezek az elemek az ő számára is ismerősen hatnak. Ez hangsúlyozottan érzékelhető például A kulcs (La clef), A bicikli (La bicyclette), A levél (La lettre) vagy Az ünnep (La fête) című fejezetekben.

### Gyermekkor Iránban
A Persepolis első két kötete egyetlen egységet képez. Az elsőben Márdzsi gyermek-, a másodikban fiatal kamaszkora elevenedik meg. Robert L. Root véleménye szerint a harmadik kötet leginkább egy színműre emlékeztet, elsősorban párbeszédekben bontakozik ki a történet, a negyedik kötet pedig stílusában és formájában népmesei elemeket idéz. Andrew O’Malley szerint a Persepolisban három síkon játszódik a cselekmény, amelyek mind hathatnak az olvasóra. Az egyikben Satrapi képregénybeli megfelelőjének, a kislány, majd kamasz Márdzsinak a személyes története játszódik; a másodikban azon irániaké, akik átélték a forradalmat; valamint a műben fellelhető egy univerzális, a gyermeki tapasztalatszerzés és serdülés folyamatát ábrázoló réteg is. Márdzsi saját emlékei mellett, melyeket megtapasztalt, családtagjainak, barátainak és a család ismerőseinek emlékképei is megjelennek. Hillary Chute esszéjében úgy véli, hogy a mű hangsúlyos küldetése az emlékek megőrzése és maga az emlékezés ténye. Satrapi egyszerű fekete-fehér rajzstílusa is ezt a célt szolgálja. Az üres, gyakran fekete hátterek az emlékek mélységét jelzik, és az események tudatában lévő olvasó gondolataira bízza a látvány kivetítését.
Kimberly Wedeven Segall szerint a Persepolis a kollektív veszteség metaforájaként is értelmezhető. Az erőszakos történetek, azok eseményeinek fájdalmas emlékei szülőről gyermekre öröklődnek át. Marjane Satrapi képregénybeli énjének, Márdzsinak kiszakadása családi környezetéből, elidegenedése családja háborús emlékeitől, valamint Európában a muszlimokkal szembeni sztereotípiákkal való szembesülés okozza átmeneti kulturális identitászavarát. Márdzsi végül családja fájdalmas, veszteségekkel teli emlékeiben talál ismét magára.
A feldolgozatlan veszteséget megörökítő képsorok újabb és újabb sebeket, újabb és újabb emberi tragédiákat mutatnak be. A fiatalság és a halál képeit egymás mellé rendelve, azok párhuzamba állításával érzékelteti azt a folyamatot, amint az új generáció elveszíti ártatlanságát. A társadalom emlékeiben élő sebek és a jelen háborús képei gyakran gyermeki vagy kamasz nézőpontból jelennek meg. A történet azonban a nyugati kultúrákban egyéniként ábrázolt fájdalom helyett egy kollektív fájdalmat mutat be, elsősorban Márdzsi családjának emlékeire és tapasztalataira támaszkodva. Ahogyan az 1970-es évek utolsó, és az 1980-as évek első felében a kislány Márdzsinak és általában az irániak életének meghatározó eseményei a tüntetések, a forradalom és a belpolitikai viszályok voltak, úgy a Persepolis első és második kötetében is a politikáé a központi szerep. Satrapi magyarázata szerint, amíg az ember gyerekként a szüleivel él, ugyanaz foglalkoztatja, mint őket. Mivel saját életét nem ő maga irányítja, a körülötte változó világ eseményeiben is csak megfigyelőként vehet részt. Ezekben a kötetekben lehetősége volt arra, hogy ártatlannak és „aranyosnak” ábrázolja önmagát.
Az első kötet első fejezetének cselekménye ugrál az időben: az első négy panelen 1980-ról, az iszlám forradalmat követő időszakról 1979-be, a forradalomra, majd megint vissza 1980-ba. A fejezet további része 1975-től folytatódik, mely Márdzsi baloldali, intellektuális, felső osztálybeli családja történetét mutatja be a tüntetések, majd pedig a forradalom idején.
A második kötet végén Márdzsi szülei az Irak és Irán közötti egyre feszültebb viszony és a közelgő háború miatt tizennégy éves lányukat Ausztriába küldik. A harmadik és negyedik kötet középpontjában a kamasz Márdzsi saját „odüsszeiája” áll, bár a politika továbbra is érezteti hatását, de a cselekmény már évekkel a forradalom után játszódik. Márdzsi elveszíti kislányos ártatlanságát, így már helytelen cselekedeteire sincs mentsége. A harmadik kötetben kikerül a számára ismerős világból és a családi környezetből, egyedül hagyja el Iránt és Ausztriába megy. Új közeggel ismerkedik meg, ami beilleszkedésre kényszeríti.
Satrapi szerint az a kultúra, amelyből az ember származik, alapvetően átitatja és meghatározza a személyiségét. Annak érdekében, hogy képes legyen egy újat befogadni, meg kell feledkeznie eredeti kulturális énjéről. Csak miután ezt megtette, akkor válhat képessé arra, hogy megítélje azt, mit szeretne megtartani mindkét közegből. Ennek a folyamatnak a részeként azonban az ember el is veszítheti identitását.

### Élet a nyugati világban és hazatérés
A harmadik kötet cselekményében olyan, Iránban és több más kultúrában is tabunak számító téma merül fel, mint például a szexualitás vagy a kábítószer-használat. Satrapi Ausztriában töltött éveinek több eseményéről csak nem sokkal a harmadik kötet megjelenése előtt beszélt szüleinek, néhány történetet pedig ők is csak később, a képregényből tudtak meg.
Márdzsi ausztriai tartózkodása alatt több személyiséget és külsőt is megpróbált magára ölteni, de valójában egyikben sem érezte magát kényelmesen. Az Ausztriában töltött idő átmeneti identitászavart eredményez a lányban, és ez kétszer is csaknem a halálát okozza. Először akkor, amikor rájön, hogy barátja, az egyetlen, aki megértette őt, megcsalja. Márdzsi ezután annyira elhagyja magát, hogy minden közömbössé válik számára és két hónapig a tél közepén hajléktalanként él. A hideg időjárás és legyengült szervezete miatt végül kórházba kerül. Az eset után, a nyomasztó emlékek hatására visszatér Iránba, és mivel otthon sem találja a helyét, öngyilkosságot kísérel meg.
Márdzsi Ausztriában az idegenek sztereotip megítélésétől való félelmében és a beilleszkedési kényszer hatására több alkalommal is letagadta iráni származását. Szülőhazájába visszatérve, már nyugati szemlélettel átitatva azonban hasonlóan idegennek érezte magát, mint Európában. Satrapi 2004-ben azt nyilatkozta, hogy nem kockáztatná meg még egyszer, hogy hazatérjen. Az érzés, hogy nem tartozik sehová, egyszerre kellemes és egyben nehéz teher is számára. Megítélése szerint mindazok, akik hozzá hasonlóan fiatal korukban hagyták el Iránt, ugyanezen a folyamaton mentek keresztül. A megpróbáltatások ellenére azonban végül sikerült magára találnia és iráninak maradnia.
Márdzsi a negyedik kötetben tér vissza Iránba. Satrapi magyarázata szerint a háború utáni regenerációhoz évekre van szükség. A politika ebben az időben már nem tölt be központi szerepet a mindennapok történéseiben, mert az irániak ekkor már csak élni szerették volna saját életüket, és élvezni azt. A fiatalok, az a generáció, amelyhez Márdzsi is tartozott, tudtak a politikai bebörtönzésekről és emlékeztek a forradalom, a háború eseményeire, ugyanakkor azt is tudták, hogy ha megszólalnak, az akár az életükbe is kerülhet. Féltek politikáról beszélni, ehelyett megpróbáltak felszabadultan élni.

## Témák és motívumok

### A politikai és történelmi események hatása az egyén és a társadalom közötti viszonyra
Satrapi a képregényben azt a folyamatot ábrázolja, ahogyan az egyes szereplők ellenállnak, vagy megadják magukat a társadalmi kényszernek és az előírt normáknak. Ennek során a szereplők felülvizsgálják, újraértelmezik azt a szociális és politikai szerkezetet, mely meghatározza azokat a korlátokat és szabályokat, melyeken belül az egyén szociális, emocionális és morális értelemben felnőtté válik. A Persepolis gyermek, majd kamasz narrátora, Márdzsi, az őt körülvevő világot, melybe beleszületett és amely korlátozza őt, egy társadalmi szempontból tiltott nézőpontból szemléli. Ez fokozza azt a feszültséget, amely különböző normák és elvárások találkozásakor keletkezik. Márdzsi átvitt és tényleges értelemben is megkérdőjelezi azokat a társadalmi konvenciókat, amelyek meghatározzák az egyén szerepét és azt, hogy ezt a szerepet, hogyan kell betöltenie. A Persepolisban a politikai, vallási és pedagógiai erők korlátozzák a nők külső megjelenését, szerepét és személyiségét. Ez már a mű első fejezetében megmutatkozik, amely tömör betekintést nyújt azokba a változásokba, melyet az 1979-es iráni forradalom és a teokratikus iszlám államszervezet felemelkedése hozott magával. Segall véleménye szerint Márdzsi töredékes emlékeinek összessége a traumatizált egyént mutatja be, és ezek az élmények a társadalom széles rétegeire kihatnak.
Már az első panelen megjelenik a hagyományos muszlim női fejkendő, a hidzsáb, mely egymaga is jelképezi a Nyugat és a Közel-Kelet közötti kulturális különbségeket. A Persepolis eredeti megjelenésének idején Franciaországban egyre fokozódott a vita a vallási szimbólumok, többek között a hidzsáb iskolai betiltásáról. Satrapi több interjújában is úgy nyilatkozott, hogy bár ő maga nem vallásos, de a hidzsáb kötelezővé tétele vagy tiltása ugyanabból a forrásból, az intoleranciából ered.
A fejkendő és a csador visszatérő eleme Satrapi művének, akárcsak a Persepolisszal közel egy időben játszódó és hasonló témát feldolgozó Azar Nafiszi A Lolitát olvastuk Teheránban című bestseller önéletrajzi művének. A mollák cenzúrája a csadoron és a hidzsábon keresztül, a nő megjelenítésével ábrázolható a legjobban. A Lolitát olvastuk Teheránban című könyvben a szabadságot egy olvasószoba jelképezi, ahol a nők egymás között vannak, így a fiatal lányok levehetik fejkendőjüket és önálló egyénekké válhatnak. Satrapi megközelítésében, a Persepolisra nem jellemző a nők sztereotip, fekete csadorba öltözött, néma és egymástól megkülönböztethetetlen ábrázolása. Satrapi női szereplői valódi emberek, saját egyéniséggel, csadorral vagy anélkül is. A Persepolisban a hidzsáb, és annak viselete a nők számára egyéniségük részévé válik. A negyedik kötetben bemutatja azokat az apró jeleket és részleteket is, melyek megtörik az elsőre egységesnek látszó kinézetet. A mű megkísérli lebontani a tömegmédia, a hírforrások és részben a nyugati feminista mozgalmak által közvetített, az iráni nőkről mint magatehetetlen áldozatokról alkotott sztereotip képet.
A Persepolis első kötete a hidzsábot viselő Márdzsi és iskolatársai képeivel kezdődik. A szenvtelen gyermeki arcok látványa a nyugati világban élők számára is természetes és ismerős kép lehet, ugyanakkor az arcokat körülvevő fekete hidzsáb idegenséget és szélsőséget sugall. A kislányok számára is, ahogyan az a további paneleken kiderül, a fejkendő idegen tárgy. Míg azonban a nyugati olvasónak a hidzsáb elsősorban az iszlám vallási fanatizmust és a nők elnyomását jelképezi, a kislányok nem értik, miért kényszerítik ezt rájuk, és minden alkalmat megragadnak, hogy megtörjék ezt a kényszert. A fejkendőt különböző játékokra használják.
Míg a képregény vitathatatlanul tele van a háború és a szenvedés képeivel, melyek nyugaton szintén a szélsőséges iszlám hívőkről kialakult sztereotípiát erősítik, Satrapi ki is egészíti ezeket a képeket. Többféle iráni nézőpontból is szemlélteti, ahogyan a politikai erőszak kölcsönhatásban van bizonyos, a nyugati és helyi vezetőktől elszenvedett sérelmekkel, valamint az idegenektől való félelemmel. A Persepolisban az olvasó egymás melletti képeken találkozik az erőszakkal, valamint a fiatalság arra való reakcióival. Az olvasó így szemtanúvá válik, a brutalitás külső szemlélőjeként nem csak a puszta erőszakot láthatja, hanem annak történelmi folyamatát is, és azt, ahogyan az elnyomás megélt eseményei beépülnek a következő nemzedékbe. A memoár a veszteség hatásainak bemutatásával, és annak szemléltetésével, ahogy az erőszak már a gyermekek mindennapjaihoz is kötődik, a forradalom és a háború hatalmas szociális áldozatait mutatja be.
Márdzsi a történetében nem csak hősként tisztelt bácsikáját, Anust veszíti el, de spirituális kapcsolatát is Istennel. A történet elején Márdzsi szobájában Istennel beszélget, de amikor hallja, hogy szülei a forradalom eseményeiről társalognak, bemegy hozzájuk. Márdzsi bekapcsolódik a beszélgetésbe és csatlakozni akar a tüntetőkhöz, de szülei ezt persze nem engedik. Mikor visszatér a szobájába, Istent keresi, de az már nincs ott. Segall véleménye szerint, bár Márdzsi nem élte át a borzalmakat, de az a vágya, hogy részt vegyen a forradalom eseményeiben és a halálról szóló történetek bizonyos értelemben hite megingásához vezetnek, ami eltávolítja Isten közelségéből.
A Persepolis első két kötete több párhuzamos történetet mutat be olyan gyermekekről, akik mind traumatikus eseményeknek voltak tanúi. A műnek része és ismétlődő eleme lesz a gyermeki ártatlanság elvesztése. Ezek a motívumok azonban nem egységes formában jelentkeznek, így nem jelzik az egyes csoportok összetartozását sem. A Persepolisban azonban a műre általánosan jellemző bánat ellenére a remény is megjelenik. A borzalmakat és veszteségeket átélt kislány, Márdzsi a mindennapos veszély és fenyegetettség ellenére életben maradt. Satrapi egy rádiós interjújában úgy nyilatkozott, hogy a halál mindennapos látványától az emberben idővel megszűnik a haláltól való félelem.

### A Közel-Kelet és a nyugati világ kapcsolata
A Persepolisban Satrapi az Egyesült Államok gazdasági és kulturális imperializmusára, a hegemóniára való törekvésére is utalva összetettebbé formálja a nyugat által leegyszerűsítve Közel-Keletnek nevezett régió ábrázolását. A nyugati divat utánzását, amely Satrapi és korosztálya, a haladó gondolkodású fiatalok jellemzője, a lázadás egyik formájaként ábrázolja. A nyugati viselkedésminták átvételének Iránban komoly, akár halálos következményei is lehetnek. Igaz, ennek a lázadásnak a tényleges hatékonysága kétséges. Max Horkheimer és Theodor Adorno, a filozófiai frankfurti iskola képviselői 1947-ben megjelent A felvilágosodás dialektikája című munkájukban úgy vélték, hogy a kulturális iparág csak eltereli a figyelmet azokról a teendőkről, amelyek a politikai rend valós befolyásolásához, megváltoztatásához szükségesek.
Az amerikai populáris kultúrának mint egyfajta lázadásnak a bemutatása igen éles azon a képen, ahol Satrapi egymás mellé rendeli a halált és az életet. Az egyik panelen robbanás képei és azoknak a fiatal férfiaknak a repülő testei láthatók, akiket az iráni állam propagandája meggyőzött arról, hogy az Irak elleni háborúban mártírként fognak a mennybe jutni a nekik adott olcsó, műanyag „aranykulcs” segítségével. Az alatta lévő panelen Márdzsi egy házibulin vesz részt, punk stílusú szakadt pólóban és szögekkel díszített nyaklánccal, melyet édesanyja készített neki.
A Persepolis narratívája konkrétan és képletesen is utal a nyugati erők szerepére az új, vallási alapú iszlám állam megalakulásában. A mű bővelkedik az amerikai és európai kulturális befolyás külső jeleiben, például egy pólón látható a Bee Gees logó, a falon Iron Maiden-poszter függ, vagy Márdzsi Kim Wilde magnókazettáját hallgatja, és ezek mind kulcsfontosságú elemei Satrapi illusztrációjának. Ezek az apró jelek az összetett gyarmati és imperialista történelem felszíni megnyilvánulásai. A nyugati populáris kultúra elemeinek ábrázolása, ahogyan azok Márdzsit lenyűgözték és ahogyan rajongott ezek iránt, finom kritikáját is adják azoknak az erőknek, amelyek egyik része azon munkálkodik, hogy elnyomja a popzene bármilyen megnyilvánulását, míg a másik része ezeket a termékeket a nemzetközi kultúra aranystandardjává igyekszik minősíteni. Ez a narratíva segít megteremteni azt a környezetet a műben, melyben Márdzsi kamaszkorának lázadása megjelenik. Kim Wilde zenéje és egyik dalszövegének részlete, a „We’re the Kids in America” (’Amerikai kölykök vagyunk’), lehetőséget ad Márdzsinak, hogy a tánc közben vezesse le feszültségét és frusztrációit. A zeneszám a fiatalok szabadságát ünnepli, ami politikai környezetbe helyezve bonyolult ellenpontot képez, mivel éppen az amerikai imperializmus megnyilvánulásai segítették elő a vallási vezetők hatalomra kerülését Iránban. A dal szövege más szempontból is ironikus. Márdzsinak meghallgatása előtt épphogy sikerült elkerülnie, hogy a forradalom őrzői le ne tartóztassák dzsekije, sportcipője és Michael Jackson-os kitűzője miatt. „…az eset egyértelművé teszi, hogy Márdzsi egyáltalán nem egy »amerikai kölyök«” – írja O’Malley.
A harmadik kötet Márdzsi Ausztriában töltött éveit mutatja be. Az általa gyermekként csodált nyugati világ azonban ironikus módon egyáltalán nem azt nyújtja számra, amire számított. A kivándorlók sikertörténete helyett egy rideg világ fogadja, egyre inkább elidegenedik környezetétől, egyre jobban elhagyja magát, és elveszíti az irányítást az élete felett. A narrációban a politikai és gazdasági opportunizmus nehezen fér össze a demokratikus nyitottság, az igazságosság és egyenlőség jelmondataival és idealizált képével. A mű ezen a ponton egy olyan kritikai környezetben vizsgálódik, melynek révén bárki megkérdőjelezheti a hivatalos állításokat a politikai igazságként elfogadott tényekről.
A nyugati popkultúra elemein kívül a képregényben megjelennek keresztény jelképek is, bár elterjedt nézet szerint a két vallás szemben áll egymással. A Pietà, a keresztről levett Krisztust ölében tartó és fiát sirató Mária ábrázolása többször feltűnik a műben. Először a második kötet végén, amikor Márdzsi első alkalommal hagyja el szüleit. Ekkor édesapja tartja karjában édesanyját, aki lánya távozásakor összecsuklik a repülőtéren. Míg ez az első ábrázolás egy megrázó esemény által kiváltott érzelem ábrázolására szolgál, a jelkép második alkalommal már teljesen más szerepet tölt be. A Pietà a negyedik kötetben, Márdzsi főiskolai felvételi vizsgájának alkalmával tér vissza. A tanulók feladata az volt, hogy az irak–iráni háborúban elesett mártírok témakörében készítsenek el egy rajzot. Márdzsi Michelangelo Pietàját mintául véve Máriát fekete csadorba, Jézust pedig iráni katonai egyenruhába öltöztette. „Márdzsi kiforgatja a felvételizőktől vizsgán megkövetelt politikai korrektséget. A részvét és fájdalom pillanatát megtestesítő keresztény jelenetet iráni nacionalista kompozícióvá alakítja. Ezzel mintegy arra hívja fel a figyelmet, hogy a propagandában a mártírok magasztalása és a fájdalom ábrázolása nem Irán vagy a muszlim hit kizárólagos jellemzője.”

## Megjelenése és fogadtatása
Marjane Satrapi Persepolisa először 2000 és 2003 között jelent meg négy kötetben, a francia L’Association gondozásában. 2003-ban a képregény harmadik és negyedik kötetének anyaga, képsor formájában, a Libération című napilapban is megjelent. A Persepolis első kötetéből a piacra kerülését követő egy év alatt 20 000-t, 2004-ig a megjelent négy kötetből pedig 400 000 példányt értékesítettek Franciaországban, és több mint egymilliót világszerte. Az évek során több nemzeti és nemzetközi díjat is elnyert, így például 2000-ben a Belga Képregénymúzeum által adományozott Oroszlán-díjat. 2001-ben az első kötet megnyerte az Angoulême-i Nemzetközi Képregényfesztivál első képregényeseknek járó díját, majd a második kötet 2002-ben a legjobb szkriptnek járó díjat. 2004-ben Németországban megkapta a Nemzetközi Képregény Szalonon átadott Max és Móric-, valamint a Frankfurti Könyvvásáron átadott Az Év Képregénye-díjat. Ugyanebben az évben a Persepolis angol nyelvű kiadása az Egyesült Államokban megnyerte a Harvey-díjat.
A Persepolis ismertetői gyakran elsiklanak azokon, a Satrapi által különös műgonddal ábrázolt és bemutatott politikai, vallási és gazdasági viszályokon, melyek gyermekkorát alakították és meghatározták. Ehelyett inkább egy egyetemleges, egy kamaszkori, a felnőtté érés folyamatát megörökítő történetként dicsérik. Sok kritikus Satrapi művét Art Spiegelman 1973-as Maus, valamint Joe Sacco az 1993 és 1995 között sorozatban, majd kötetben megjelent Palestine című képregényéhez hasonlította. A Maus meseszerű formában beszélte el az író lengyel zsidó apjának megpróbáltatásait a második világháború és a holokauszt idején, míg a Palestine Sacco 1991 és 1992 telén, a Ciszjordániába és a Gázai övezetbe való útjának tapasztalt gyűjtötte össze. Kristin Anderson véleménye szerint azonban a Persepolisból hiányzik a Mausra jellemző tudatosan művészi szövegszerkezet, valamint míg Spiegelman rajzai metaforák, melyek egy bonyolult szimbólumrendszert építenek fel, addig Satrapi rajzai inkább fotográfiák. „Bár a műve nem olyan tudatos, lendületes és aprólékos, mint Spiegelmané, vagy akár Joe Saccóé, ennek ellenére rendkívül szívbemarkoló” – írta. Andrew D. Arnold a Time.com képregényekkel foglalkozó írója Satrapi rajzstílusát David B. munkáihoz hasonlította, és 2003 legjobb képregényei közé sorolta. Peter Schjeldahl 2005-ben a The New Yorker egyik cikkében a Persepolist az addig megjelent legjobb, és második legjobb első szám első személyben íródott képregénynek nevezte. Manuela Costantino esszéjében arról ír, hogy a Persepolis sikerét nem csupán tartalmának, hanem a megjelenésekor zajló, az egész világot érintő eseményeknek köszönheti, mint például az al-Káida 2001. szeptember 11-ei terrortámadása az Egyesült Államok ellen, és az ezt követő George W. Bush által meghirdetett terror elleni háború, melyek a képregény témája felé irányították a figyelmet. A könyv marketingje országonként más jellemzőket mutat, mely például a borítón megjelenő képek kiválasztásában is tükröződik. Bart Beaty Unpopular Culture: Transforming the European Comic Book in the 1990s című könyvében a Persepolist mérföldkőnek tekinti az európai önéletrajzi képregény történetében, mely pénzügyileg és kritikai megítélésében is egyaránt igen sikeres volt mind Európában, mind pedig az Egyesült Államokban.

### Megítélése más, hasonló témájú művek és az iráni politika tükrében
A Persepolist médiumán kívül több vonása is megkülönbözteti más önéletrajzi művektől. A Persepolis nem kizárólag az írót, illetve annak műbeli megfelelőjét, Márdzsit helyezi a középpontba. Márdzsi egyrészt mint Satrapi énje jelenik meg a műben, de az írónő képes távolságot is tartani tőle, és mint harmadik személyt kezelni. A gyermeki narrációja szintén megkülönbözteti a Persepolist a 2000-es évek első évtizedében megjelent, más iráni nők, mint például Azadeh Moaveni, Azar Nafisi vagy Firoozeh Dumas által írt memoároktól, és megjelenése után ezeknél jóval nagyobb figyelemmel fordultak felé az olvasók és a kritikusok. Ezek közül kivétel Nafisi A Lolitát olvastuk Teheránban című, számos ellentmondó kritikai visszhangot kiváltó életrajzi ihletésű bestsellere. Andrew O’Malley esszéjében úgy véli, hogy Nafisi memoárja gyakorlatilag a Persepolis ellentéte. Míg A Lolitát olvastuk Teheránban a konzervatív nyugati irodalom sablonjait használva mutatja be a nők elnyomását az iráni iszlám államban, addig Satrapi műve arra kényszeríti az olvasót, hogy próbálja megérteni az államszervezet összetett politikai és szociális dinamikáját.
Mohammad Marandi, a Teheráni Egyetem professzora és az irak–iráni háború veteránja ezzel szemben úgy véli, hogy Nafisi és Satrapi művei hasonlóak abban a tekintetben, hogy az azokban tényként leírt állítások sok esetben „pontatlanok, félrevezetőek, vagy egyáltalán nincs valóságalapjuk”. Marandi nyilatkozata szerint Nafisi és Satrapi munkáiban egyaránt említett kulcsok, melyeket a kormány a fiatal katonáknak, haláluk esetére a mártírok mennybe vezető útjának zálogaként adott, vagy a szűz lányok kivégzésük előtti szervezett megerőszakolása a börtönökben, teljességgel képtelen állítások. Véleménye szerint ezeket a bizarr vádakat az teszi jelentőssé és veszélyessé, hogy amellett, hogy nem bizonyítják ezek valódiságát, azt sugallják, hogy ezek az iszlám hit velejárói. Marandi megítélése szerint ezek, és a hozzájuk hasonló művek démonizálják és „orientalizálják” Iránt.
O’Malley úgy véli, hogy Satrapi a Persepolisban ügyesen és hatékonyan „leplezi” a mű által felvetett, összetett identitáspolitikai kérdéseket. Satrapit „naiv, gyerekes rajzstílusával”, gyermek narrátorával, valamint a kiválasztott médiummal – melyet gyakran az alacsony kultúrával és fiatalabb célközönséggel azonosítanak – történetét egy egyszerű, mindenki számára könnyen befogadható formába öntötte. Az egyszerű nyelvezet egyáltalán nem csökkenti vagy egyszerűsíti le a mű által bemutatott eseményeket. Satrapi műve, annak stílusa emellett sokat merít, illetve nagyban emlékeztet az ellenkultúrát képviselő önéletrajzi underground képregényekre is, mint például Harvey Pekar American Splendor című sorozatára. Ezek gyakori eleme, hogy az alkotó nyomatékosítja a művében megjelenő tehetetlenséget. Vizuális téren ez a hatás például úgy érhető el, hogy az alkotó apró, jelentéktelen figurának ábrázolja önmagát. Ez értelmezhető a képregényekben általánosan megszokott hősies főszereplő, valamint az egyén helytállását dicsőítő életrajzi munkák kontrasztjaként is.

### Nemzetközi fogadtatása
Satrapi szerint képregénye absztrakt, fekete-fehér rajzai miatt lett sikeres világszerte. Ez megkönnyítette az emberek számára, hogy kulturális közegtől függetlenül azonosulni tudjanak vele. Gillian Whitlock Autographics: The Seeing ”I” of the Comics című esszéjében kiemeli a Persepolisnak mint grafikus memoárnak a képregény médiumán belül betöltött jelentőségét, ahogyan annak traumatikus emlékképei nyelvtől, kulturális közegtől és generációktól függetlenül képesek hatni az olvasóra.
Salam Pax, az iraki háború alatt a bagdadi ostrom idején feltűnt és ismertté vált blogger, Where is Raed? című blogjában is megemlékezett a Persepolisról. Pax bejegyzése szerint „ijesztő”, mennyi közös vonás van az irakiak és az irániak között. „Felébredt bennem a késztetés, hogy lefordítsam és a másolatait szétszórjam Bagdad utcáin. Miért nem vagyunk képesek mások hibáiból tanulni?” – írta Pax. Whitlock írásában kiemeli Pax bejegyzését mint a Persepolis kiemelkedő interkulturális hatásainak egyik bizonyítékát, és azt, ahogyan az iráni írónő Franciaországban megjelent műve visszatalált a Közép-Keletre.
Az észak-amerikai kiadás népszerűségét bizonyítja, hogy megjelenésekor és azt követően is megtalálható volt a legtöbb város majdnem minden könyvesboltjában, az életrajzi, gyermek- és ifjúsági irodalom, képregény, közép-keleti történelem és női tanulmányok kategóriájában. Ez a többszörös besorolás O’Malley véleménye szerint a Persepolis univerzalitását bizonyítja. A Persepolishoz hasonlóan Nafisi A Lolitát olvastuk Teheránban című könyve is hasonló időkeretek között, hasonló szemszögből mutatja be a fundamentalista kormány felemelkedésének az iráni mindennapokra gyakorolt hatását. Amellett, hogy Satrapi és Nafisi műve is a 2000-es évek első évtizedében, a nyugati világban egyre népszerűbb, egzotikusnak tekintett „etnikai önéletrajzok” közé sorolható, Whitlock véleménye szerint Nafisi regénye mégsem volt képes oly módon belépni a transzkulturális áramlatokba, ahogyan azt a Persepolis tette.
A Persepolist számos nyelvre fordították le és adták ki, többek között Magyarországon is megjelent. Bár hivatalosan perzsa nyelven nem jelent meg, Satrapi tud egy kalózváltozatról, amely a feketepiacon van forgalomban, bár ő maga még nem látta.
A francia oktatásügyi minisztérium engedélyezte a Persepolis felvételét az irodalmi tantervbe a magániskolák számára, ahol oktatási anyagként szolgált a muszlim kulturális hagyományok liberális nézőpontú bemutatásához. A Persepolis az Egyesült Államokban is bekerült az oktatási rendszerbe. 2009-ben a Free Library of Philadelphia a Persepolist választotta ki „One Book, One Philadelphia” nevű kezdeményezésének nyerteséül. Ennek keretén belül 2010 januárja és márciusa között városszerte több, a Persepolisszal kapcsolatos, illetve ahhoz kötődő előadást és beszélgetést szerveztek, illetve a képregény The Complete Persepolis kiadásának ötezer példányát osztották szét Philadelphia könyvtárai és középiskolái között. Egyúttal segédanyagot is biztosítanak a mű oktatásban való felhasználásához.

## Folytatása
A Persepolis cselekménye a negyedik kötettel, 1994-ben ért véget, mikor Márdzsi végleg elhagyta hazáját. Satrapi interjúi során kijelentette, hogy valószínűleg már soha nem fog visszatérni Iránba. Ennél fogva a Persepolis sorozatát sem szándékozik újabb kötetekkel tovább bővíteni, mivel az Iránban zajló eseményekről csak másodkézből értesül, és személyesen nem lehet tanúja a történéseknek. Emellett azonban Satrapi két következő képregénye, az Asszonybeszéd (Broderies) és a Poulet aux prunes a Persepolisszal együtt egyfajta visszatekintő családi trilógiát alkot. Az Asszonybeszéd főszereplője Satrapi nagyanyja, a Poulet aux prunes 1950-es és 1970-es évek között játszódó cselekményének központi szereplője pedig édesanyja bácsikája.
Satrapi művének nem hivatalos folytatását Persepolis 2.0 címen, webképregény formájában készítette el két Sanghajban élő iráni fiatal, Sina és Payman álnéven. A képregény saját honlapján, a spreadpersepolis.com-on közzétett tíz oldalas Persepolis 2.0-hoz Sina és Payman, Satrapi engedélyével, az eredeti memoár rajzait használta fel. Az új történet, melynek narrátora szintén egy kislány, a 2009-es iráni elnökválasztást, az azt megelőző eseményeket, Mahmud Ahmadinezsád vitatható körülmények közötti újraválasztását és az azt követő tüntetéseket örökíti meg, utalva benne Neda Aga-Szoltán halálára is.

## Adaptációja
Satrapinak, mint nyilatkozta, eredetileg nem állt szándékában megfilmesíteni saját képregényét, de annak nemzetközi sikere után több kedvező ajánlatot is kapott, még az Egyesült Államokból is. A film létrejötte szerinte nem előre eltervezett döntés volt, csupán „a helyzetből adódott”. Amikor egy olyan ajánlatot kapott, mely teljesen szabad kezet biztosított számára ötleteinek megvalósításához, úgy gondolta, hogy a képregények, gyermekkönyvek és az újságok képsorai után szeretné magát valami újban, a filmrendezésben is kipróbálni. A Satrapi és Vincent Paronnaud rendezésében elkészült, a képregénnyel azonos című film díszbemutatója a 2007-es cannes-i fesztiválon volt, ahol a nagyjátékfilmek kategóriájában elnyerte a zsűri díját.
Satrapi megfogalmazása szerint az adaptációt úgy készítették el, mintha élőszereplős film lenne, azzal a különbséggel, hogy a szereplőket megrajzolták. Az, hogy valódi színészekkel készítsék el az adaptációt, fel sem merült. A filmmel, akárcsak a képregénnyel Satrapi azt szerette volna elérni, hogy univerzális legyen, a rajzolt figurákkal pedig véleménye szerint mindenki, kulturális környezettől függetlenül, képes azonosulni. Amennyiben színészek alakították volna a szereplőket – vélte az írónő – a film legjobb esetben egy egzotikus, legrosszabb esetben pedig egy harmadik világbeli történet lett volna. Szerinte a rajzfilm ugyanúgy nem egy stílus, ahogyan a képregény sem az, hanem csak egy technika.
Mivel a másfél órás filmbe nem lehetett a képregény által felölelt tizenhat évet belesűríteni, az adaptáció során változtatni kellett a mű narrációján. Satrapi úgy emlékezett vissza a forgatókönyvírás körülményeire, hogy akkor nosztalgikus hangulatban volt, így a film kerettörténete is az lett. A főhősnő, Márdzsi egy repülőtéren nem szállhat fel az Iránba induló gépre, így leül egy padra és visszagondol fiatal éveire. A film cselekménye így emlékezésekből és emléktöredékekből áll össze. Az adaptáció képi világa, hasonlóan a képregényéhez, fekete-fehér, kivéve a jelenben játszódó jeleneteket a reptéren.
A film cannes-i bemutatása után az iráni kulturális minisztérium a francia nagykövetségnek küldött levelében fejezte ki nemtetszését a filmmel kapcsolatban. Mehdi Kalhor, Mahmud Ahmadinezsád iráni elnök kulturális tanácsadója az iráni sajtóban Irán-ellenesnek nevezte a filmet.
2011 októberében, két héttel az országos választások előtt, az animációs film tunéziai sugárzását követően muszlim hívők nagyjából háromszáz fős csoportja kezdett tüntetést a Nessma TV kereskedelmi tévécsatorna tuniszi irodája előtt. A demonstrálók közül, akiknek véleménye szerint a mű iszlám-ellenes, és különösen felháborítónak találták Isten megjelenítését a filmben, nagyjából ötven embert le is tartóztattak. Tunézia vezető muszlim pártja, a Nahda állásfoglalásában szélsőségesnek nevezte a tüntetést és elítélte. A Nessma TV elnöke, Nebíl el-Karvi elmondása szerint nem gondolta, hogy a film, melyet már korábban több mozi is játszott az országban, ilyen reakciót válthat ki. Bár korai nyilatkozataiban leszögezte, hogy nem hagyja magát megfélemlíteni, később elnézést kért a jelenet miatt, melyben Isten megjelenik, és annak sugárzását hibának nevezte. Az eseményt követően, az iszlám hit „becsmérlése” miatt nyomozás indult a tévécsatorna ellen. Nebíl el-Karvit a bíróság vétkesnek találta a köznyugalom megzavarásában és a közerkölcs megsértésében és pénzbírság megfizetésére kötelezte.

## Magyarul
- Persepolis. Gyermekkorom Iránban; ford. Rády Krisztina; Nyitott Könyvműhely, Bp., 2007 (Artcomix)
- Persepolis. A visszatérés; ford. Rády Krisztina; Nyitott Könyvműhely, Bp., 2008 (Artcomix)

## Egyéb ajánlott tanulmányok
- Carmen Moreno-Nuño (2009). „The Comic-strip of Historical Memory: an Analysis of Paracuellos by Carlos Giménez, in the Light of Persépolis by Marjane Satrapi and Maus by Art Spiegelman” (angol nyelven). Vanderbilt e-Journal of Luso-Hispanic Studies, Nashville 5, Kiadó: Vanderbilt University. [2009. augusztus 21-i dátummal az eredetiből archiválva]. ISSN 1547-5735. (Hozzáférés: 2010. március 10.)
- Rocío G. Davis (2005. december). „A Graphic Self: Comics as Autobiography in Marjane Satrapi’s ’Persepolis’” (angol nyelven). Prose Studies: History, Theory, Criticism, London 27 (3), 264–279. o, Kiadó: Frank Cass & Co.. ISSN 0144-0357.
- Amy Malek (2006. szeptember). „Memoir as Iranian exile cultural production: A case study of Marjane Satrapi’s Persepolis series” (angol nyelven). Iranian Studies, London 39 (3), 353–380. o, Kiadó: Routledge. DOI:10.1080/00210860600808201. ISSN 0021-0862.
- Liora Hendelman-Baavur (2008). „Guardians of new spaces: ”Home” and ”Exile” in Azar Nafisi’s Reading Lolita in Tehran, Marjane Satrapi’s Persepolis series and Azadeh Moaveni’s Lipstick Jihad” (angol nyelven). Hagar: Studies in Culture, Polity and Identities, Beersheba 8 (1), 45–62. o, Kiadó: Ben Gurion University. ISSN 1565-3323.
- Seyed Mohammed Marandi (2008. június). „Reading Azar Nafisi in Tehran” (angol nyelven). Comparative American Studies, London 6 (2), 179–189. o, Kiadó: Maney Publishing. DOI:10.1179/147757008x280768. ISSN 1477-5700.
- Babak Elahi (2007). „Frames and Mirrors in Marjane Satrapi’s Persepolis” (angol nyelven). symplokē, Lincoln 15 (1–2), 312–325. o, Kiadó: University of Nebraska Press. DOI:10.1353/sym.0.0002. ISSN 1069-0697.